# Voorland (Brunner)
Voorland (Engelse titel: Total Eclipse) is een sciencefictionroman uit 1974 van de Britse schrijver John Brunner. Het verhaal loopt vooruit op de rasverbetering die toen pas op gang kwam, zeker in de landbouwsector. De meningen over dit boek lopen in het begin van de 21e eeuw uiteen; liefhebbers van oude SF vinden het een goed, liefhebbers van de "harde" SF dragen het minder een warm hart toe. 

## Synopsis
Het verhaal speelt zich af rond 2020 en later. Er zijn opgravingen gedaan op de verre planeet Sigma Draconis (afstand 19 lichtjaar) en haar maan. Op die maan is in het landschap een enorme soort van radiotelescoop uitgeslepen. De plaatselijke onmenselijke bevolking echter is minstens al 100.000 jaar uitgestorven. De centrale vraag van de Aardse ruimtelingen is hoe die intelligente bevolking aan zijn eind is gekomen, terwijl oplossingen toch voor de hand lagen. Die vraag wordt pas echt relevant als duidelijk wordt dat het onzeker wordt of de archeologen nog terug kunnen naar Aarde. 
Na een stroef begin kunnen steeds meer verbanden gelegd worden tussen de losse ontdekkingen. Het moeilijk toegankelijk archief met zijn zeer afwijkende verslaglegging biedt uiteindelijk uitkomst. Het begint er steeds meer op te lijken dat het uitgestorven ras zichzelf de das heeft omgedaan. Ze wilde steeds “betere” wezens en probeerden dat door rasverbetering tot stand te brengen. Pas als men de gevolgen daarvan overziet, is het te laat. Het "verbeterde" intelligente ras blijkt meer vatbaar voor de "normale" ziektes, dan een gemengd ras. Het ras is binnen twee generaties uitgestorven. Tijdens die ontdekking komen de archeologen erachter, dat de aflossing van de Aarde er niet meer komt. Er moet vervolgens de keus gemaakt worden, laten we onszelf uitsterven of gaan we proberen door een selectief voorplantingprogramma de mensheid op Sigma Draconis te redden. Er wordt met enige tegenzin gekozen voor keus 2, maar er is over het hoofd gezien dat de planeet daarin niet wenst "mee te werken". De geboren kinderen worden in het beste geval niet ouder dan één jaar. Dan leggen ze het af tegen een plaatselijke parasiet, die de luchtwegen infecteert en dicht laat slibben. De beoogde moeders hebben daarop weinig zin meer om mee te werken aan het voortplantingprogramma.
De ontdekker van de wijze van uitsterven van de oorspronkelijke bewoners moet met lede ogen toezien, hoe de planeet ook de nieuwe bewoners geen schijn van kans geeft.        